# 消毒液スタンド
消毒液スタンド（しょうどくえきスタンド）とは、消毒用アルコールなどの手指消毒剤を便利かつ安全に利用するために用いられる台である。消毒スタンド（しょうどくスタンド）などとも表記される。

## 概要
ボトル（ディスペンサー）に入った消毒用アルコールなどを人の手の高さに設置するものである。車椅子利用者や子供・幼児のために高さを低くしたもの（あるいは高さを調節できるもの）もある。
消毒液のノズル・ポンプ部分を手で触れずに済ませるため、ペダルを設けて足踏み式にしたものや、センサーを搭載したものもある。
少なくとも2010年頃にはすでに防災・感染症対策用品として販売されていたが、2020年に新型コロナウイルス感染症の流行が始まって以降、需要が急速に拡大したことにより、様々なメーカーから製造・販売されるようになった。

## 種類
様々な消毒液スタンド
- ペダルやセンサーのないもの
- センサー付きのもの
- ペダルによる足踏み式もの
- 広告を表示するデジタルサイネージを消毒液上方に設置したもの
- 屋外に設置されたもの（イギリス）

### 特色あるもの

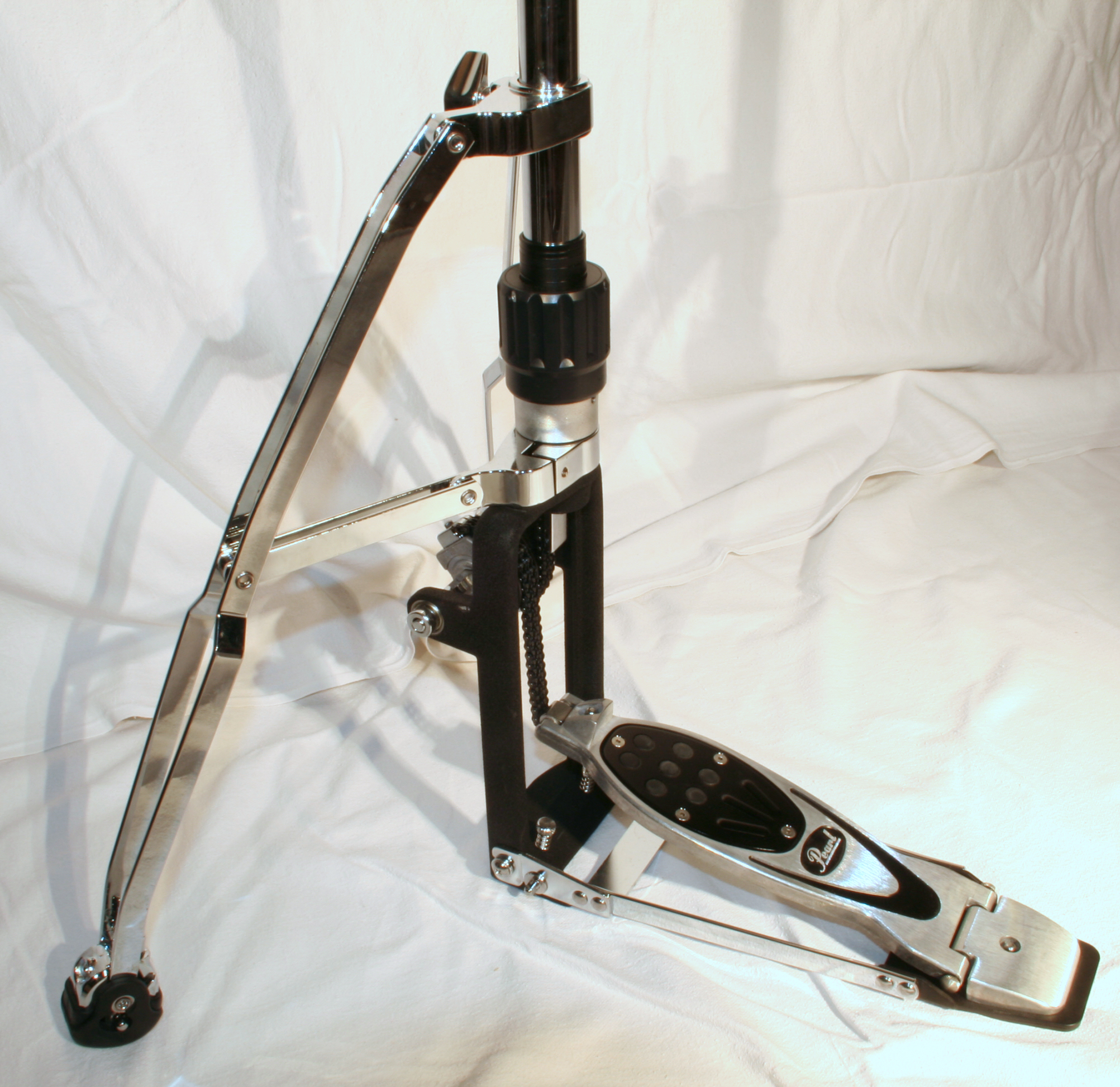
パール楽器製造のハイハット

- マツイシ楽器店やパール楽器製造など、ドラムを取り扱う楽器店・楽器メーカーがハイハットを応用した消毒液スタンドを発売した[6][5]。
- ヤマハはピアノ風の消毒液スタンドを本社図書コーナーで試作し、見学施設や本社などに設置した。電子楽器の鍵盤とペダルを流用し、拳や肘で押し下げたり、ペダルを踏んで利用できるようにした。一般的な足踏み式のスタンドは手前が固定され奥を踏み込む方式が多いが、立った時の利便性を考慮して奥が固定され手前を踏み込む方式とした[7]。
- トヨタ自動車は「カイゼン」の手法を用いて足踏み式消毒液スタンドを製造・発売した[1][8]。発売から2か月で1.2万台を売り上げ、協力会社にも支援を要請して800台/日のペースで製造されている[8]。
- 宇都宮市立晃陽中学校の特別支援学級は、2020年7月より自立活動の一環で木製の足踏み式消毒液スタンドを手作りしている[9]。2021年1月までに50台以上を作り、市内の公共施設などに寄贈した[9]。

## 事故
消毒液スタンドの噴き出し口の高さは、4歳前後の幼児の身長と同じ約1メートル程度のものが多い。そのため、子供の目に誤って消毒液が入り、角膜炎などを引き起こす事故が増加していることが、フランスなどの研究チームによって示された。アルコール消毒液は粘膜への刺激が強いため、目に入った場合はただちに水やぬるま湯で洗い流す必要がある。